# NGC 48
NGC 48 (ook wel PGC 929, UGC 133, MCG 8-1-31, ZWG 549.27 of IRAS00113+4757) is een spiraalvormig sterrenstelsel in het sterrenbeeld Andromeda.
NGC 48 werd op 7 september 1885 ontdekt door de Amerikaanse astronoom Lewis A. Swift.